# 高鰭窄額魨
高鰭窄額魨為輻鰭魚綱魨形目四齒魨亞目四齒魨科窄額魨屬的其中一種，為亞熱帶海水魚，分布於西南太平洋區，包括澳洲、紐西蘭、豪勳爵島等海域，體長可達3.6公分，棲息在底層水域，生活習性不明。

## 扩展阅读
維基物種上的相關：高鰭窄額魨